# Regelia velutina
Regelia velutina là một loài thực vật có hoa trong Họ Đào kim nương. Loài này được (Turcz.) C.A.Gardner miêu tả khoa học đầu tiên năm 1964.